# Parakiefferiella torulata
Parakiefferiella torulata är en tvåvingeart som beskrevs av Ole Anton Saether 1969. Parakiefferiella torulata ingår i släktet Parakiefferiella och familjen fjädermyggor. Inga underarter finns listade i Catalogue of Life.